# پاتکای
پاتکای (به انگلیسی: Patkai یا Patkai Bum؛ در برمه‌ای: Patkaing Taungdan) رشته‌کوهی در مرز هند و میانمار است که بخش‌هایی از ایالت‌های آروناچال پرادش و ناگالند در هند و همچنین منطقهٔ «برمهٔ علیا» را دربر می‌گیرد. در زبان تای-آهوم، واژهٔ «Pat» به معنی «بریدن» و «Kai» به معنی «مرغ» است.

## جغرافیا
رشته‌کوه پاتکای بخشی از رشته‌کوه‌های پورووانچال است و نسبت به هیمالیا ارتفاع کمتری دارد. این کوه‌ها عمدتاً دارای قله‌های مخروطی‌شکل، شیب‌های تند و دره‌های عمیق هستند. سه زیرمجموعهٔ مهم از این رشته‌کوه عبارت‌اند از:
- پاتکای-بام (Patkai-Bum)
- تپه‌های گارو-خاسی-جینتیا در ایالت مگالایا
- تپه‌های لوشای یا میزورام

در دامنه‌های بادگیر این کوه‌ها شهرهای ماسینرام و چیراپونجی قرار دارند که به عنوان مرطوب‌ترین نقاط جهان شناخته می‌شوند.
بلندترین قلهٔ این رشته‌کوه، کوه ساراماتی است که ۳٬۸۲۶ متر ارتفاع دارد. آب‌وهوا در این منطقه بسته به ارتفاع از معتدل تا آلپاین متغیر است.
یکی از گذرگاه‌های مهم این کوه‌ها پنگسو پاس است که نقش راهبردی در ارتباطات میان هند و برمه ایفا کرده است. در زمان جنگ جهانی دوم، جادهٔ لدو رود از این گذرگاه عبور می‌کرد و هند را به جاده برمه و سپس به چین متصل می‌ساخت. این مسیر در آن دوران به‌عنوان بخشی از راه هوایی موسوم به «The Hump» نیز مورد استفادهٔ نیروهای متفقین بود.
پاتکای بخشی از رشته‌کوه‌های هندو-برمه‌ای به‌شمار می‌رود که شامل رشته‌کوه‌های ناگا، مِکیر، میزو و ارکان نیز می‌شود. این ساختار کوهستانی در نتیجهٔ برخورد صفحهٔ هند با برما در دوران میانه‌زیستی پدید آمده است.

## جمعیت و فرهنگ
این رشته‌کوه‌ها محل زندگی اقوام گوناگون ناگا و دیگر گروه‌های تبتی-برمه‌ای هستند. تنوع فرهنگی در این منطقه بازتابی از گوناگونی قومی شمال‌شرقی هند است. زبان‌ها، سنت‌ها و آیین‌های متنوع این اقوام در طول تاریخ در دل همین کوه‌ها شکل گرفته و حفظ شده‌اند.